# TIC 168789840
TIC 168789840 è un sistema stellare sestuplo nella costellazione dell'Eridano, distante 1900 anni luce dal sistema solare.
È costituito da tre coppie di stelle binarie, che orbitano attorno al comune baricentro del sistema. Sebbene siano stati scoperti in precedenza altri 17 sistemi sestupli, questo è stato il primo sistema sestuplo nel quale tutte le stelle sono state osservate eclissarsi a vicenda, poiché i loro piani orbitali sono visti di taglio dalla Terra.

## Scoperta
La multiplicità del sistema è stata scoperta dal telescopio spaziale TESS, che ha osservato diversi transiti durante l'osservazione di stelle alla ricerca di pianeti extrasolari.

## Parametri orbitali
Due delle coppie di stelle binarie, ossia A e C orbitano relativamente vicine tra loro, impiegando 3,7 anni per ruotare attorno al comune centro di massa, mentre la terza coppia di stelle (B1 e B2) è più distante, e impiega 2.000 anni per orbitare attorno al baricentro del sistema. Le due stelle che costituiscono la coppia A orbitano una attorno all'altra in 1,3 giorni, le due stelle della coppia B in 1,6 giorni, mentre C1 e C2 orbitano in 8,2 giorni una attorno all'altra.

## Caratteristiche
Le stelle principali delle tre coppie, ovvero A1, B1 e C1, sono tre stelle un po' più massicce e calde del Sole, con masse dal 25 al 30% superiori a quelle del Sole, e temperature attorno ai 6350-6400 kelvin, mentre le secondarie sono stelle più deboli con una massa attorno al 60% di quella solare, probabilmente di classe M o K.
L'età del sistema pare superiore a 3 miliardi di anni; le stelle principali, considerando le loro masse, sono alla fine o stanno probabilmente lasciando la sequenza principale ed entrando negli ultimi stadi della loro esistenza, avendo quasi terminato l'idrogeno nel loro nucleo da convertire in elio, al contrario delle secondarie, che avendo una piccola massa hanno ancora una lunga permanenza nella sequenza principale.